# استیو آلدو وان
استیو آلدو وان (انگلیسی: Steve Aldo One؛ زادهٔ ۵ ژانویهٔ ۱۹۹۵) بازیکن فوتبال اهل کامرون است که در پست مدافع میانی بازی می‌کند.